# Division 1 1987-1988
La Division 1 1987-1988 è stata la 50ª edizione della massima serie del campionato francese di calcio, disputato tra il 18 luglio 1987 e il 4 giugno 1988 e concluso con la vittoria del Monaco, al suo quinto titolo.
Capocannoniere del torneo è stato Jean-Pierre Papin (Olympique Marsiglia) con 27 reti.

## Stagione

### Avvenimenti
Con quattro vittorie nelle prime cinque gare, il Monaco divenne la prima squadra a prendere il comando della classifica, rimanendo saldamente in testa per tutto il resto della stagione. Le prime squadre a tentare un inseguimento furono i campioni in carica del Bordeaux e il Paris Saint-Germain. Alla decima giornata venne a formarsi un enorme gruppo di otto squadre al secondo posto., da cui emerse l'esordiente Niort; successivamente il Bordeaux riprese il secondo posto e, dopo una breve lotta con il Nantes, concluse il girone di andata con tre punti di svantaggio sul Monaco.
Nel girone di ritorno i monegaschi confermarono il loro andamento regolare, inseguite da Bordeaux e Matra Racing; dalla ventottesima giornata i girondini approfittarono di un calo dei parigini per stabilizzarsi al secondo posto mentre il Monaco, seppure sconfitto nello scontro diretto, mantenne il proprio distacco fino ad accumulare un vantaggio di sei punti sul Bordeaux alla terzultima giornata, utili per potersi fregiare del titolo nazionale con due gare di anticipo. Nella settimana successiva vennero decisi i verdetti in zona UEFA, favorevoli al Bordeaux e al neopromosso Montpellier, quest'ultimo in grado di approfittare di un'ulteriore flessione del Matra Racing.
L'ultima giornata fu invece decisiva per i verdetti in zona retrocessione, che da alcune giornate vedevano già condannato il Le Havre: perdendo lo scontro diretto con il Lens il Niort si lasciò superare da tutte le altre concorrenti per la salvezza, ad eccezione del Brest che, pur concludendo a pari merito, risultò svantaggiato dalla peggior differenza reti. Il Niort dovette quindi disputare il play-out contro la vincitrice del torneo fra le prime classificate dei gironi di seconda divisione, venendo battuto dal Caen con il punteggio complessivo di 4-1.

## Classifica finale
|  | Pos. | Squadra             | Pt | G  | V  | N  | P  | GF | GS | DR  |
|  | ---- | ------------------- | -- | -- | -- | -- | -- | -- | -- | --- |
|  | 1.   | Monaco              | 52 | 38 | 20 | 12 | 6  | 53 | 29 | +24 |
|  | 2.   | Bordeaux            | 46 | 38 | 18 | 10 | 10 | 46 | 30 | +16 |
|  | 3.   | Montpellier         | 45 | 38 | 18 | 9  | 11 | 68 | 38 | +30 |
|  | 4.   | Saint-Étienne       | 42 | 38 | 18 | 6  | 14 | 54 | 56 | -2  |
|  | 5.   | Tolone              | 41 | 38 | 14 | 13 | 11 | 41 | 26 | +15 |
|  | 6.   | Olympique Marsiglia | 41 | 38 | 18 | 5  | 15 | 49 | 43 | +6  |
|  | 7.   | Matra Racing        | 41 | 38 | 12 | 17 | 9  | 35 | 42 | -7  |
|  | 8.   | Metz                | 40 | 38 | 16 | 8  | 14 | 46 | 40 | +6  |
|  | 9.   | Auxerre             | 39 | 38 | 12 | 15 | 11 | 37 | 29 | +8  |
|  | 10.  | Nantes              | 39 | 38 | 13 | 13 | 12 | 46 | 41 | +5  |
|  | 11.  | Cannes              | 37 | 38 | 13 | 11 | 14 | 42 | 52 | -10 |
|  | 12.  | Lilla               | 36 | 38 | 13 | 10 | 15 | 45 | 40 | +5  |
|  | 13.  | Paris Saint-Germain | 35 | 38 | 12 | 11 | 15 | 37 | 45 | -8  |
|  | 14.  | Tolosa              | 35 | 38 | 14 | 7  | 17 | 35 | 47 | -12 |
|  | 15.  | Laval               | 34 | 38 | 12 | 10 | 16 | 38 | 38 | 0   |
|  | 16.  | Nizza               | 33 | 38 | 15 | 3  | 20 | 42 | 47 | -5  |
|  | 17.  | Lens                | 33 | 38 | 13 | 7  | 18 | 40 | 62 | -22 |
|  | 18.  | Niort               | 32 | 38 | 11 | 10 | 17 | 34 | 42 | -8  |
|  | 19.  | Brest               | 32 | 38 | 11 | 10 | 17 | 32 | 52 | -20 |
|  | 20.  | Le Havre            | 27 | 38 | 8  | 11 | 19 | 35 | 56 | -21 |

Legenda:
      Campione di Francia ed ammessa alla Coppa dei Campioni 1988-1989.
      Ammesse alla Coppa UEFA 1988-1989.
      Ammesse alla Coppa delle Coppe 1988-1989.
  Partecipa ai play-out.
      Retrocesse in Division 2 1988-1989.
Note:
Due punti a vittoria, uno a pareggio, zero a sconfitta.
In caso di arrivo di due o più squadre a pari punti, la graduatoria verrà stilata secondo la classifica avulsa tra le squadre interessate che prevede, in ordine, i seguenti criteri:
- Differenza reti generale.
- Reti realizzate in generale.

### Squadra campione
| Formazione tipo | Giocatori (presenze)    |
| --- | ----------------------- |
| Ettori Vogel Battiston Amoros Sonor Puel Ferratge Dib Hoddle Fofana Hateley | Jean-Luc Ettori (37)    |
| Ettori Vogel Battiston Amoros Sonor Puel Ferratge Dib Hoddle Fofana Hateley | Manuel Amoros (37)      |
| Ettori Vogel Battiston Amoros Sonor Puel Ferratge Dib Hoddle Fofana Hateley | Rémi Vogel (34)         |
| Ettori Vogel Battiston Amoros Sonor Puel Ferratge Dib Hoddle Fofana Hateley | Patrick Battiston (37)  |
| Ettori Vogel Battiston Amoros Sonor Puel Ferratge Dib Hoddle Fofana Hateley | Luc Sonor (31)          |
| Ettori Vogel Battiston Amoros Sonor Puel Ferratge Dib Hoddle Fofana Hateley | Claude Puel (33)        |
| Ettori Vogel Battiston Amoros Sonor Puel Ferratge Dib Hoddle Fofana Hateley | Jean-Marc Ferratge (36) |
| Ettori Vogel Battiston Amoros Sonor Puel Ferratge Dib Hoddle Fofana Hateley | Marcel Dib (33)         |
| Ettori Vogel Battiston Amoros Sonor Puel Ferratge Dib Hoddle Fofana Hateley | Glenn Hoddle (34)       |
| Ettori Vogel Battiston Amoros Sonor Puel Ferratge Dib Hoddle Fofana Hateley | Youssouf Fofana (23)    |
| Ettori Vogel Battiston Amoros Sonor Puel Ferratge Dib Hoddle Fofana Hateley | Mark Hateley (28)       |
| Altri giocatori: Jean-Philippe Rohr (33), Fabrice Mège (32), Omar Da Fonseca (19), Christophe Métais (17), Stéphane Salomon (3), Eric Delétang (2), Maurice Revelli (2), Patrick Valéry (2), Angelo Hugues (1), Antonio Zucchiatti (3) |                         |

## Spareggi

### Play-out
|       | Risultati |       | Luogo e data         |
| ----- | --------- | ----- | -------------------- |
| Niort | 1-1       | Caen  | Niort, 7 giugno 1988 |
| Caen  | 3-0       | Niort | Caen, 10 giugno 1988 |
|       |           |       |                      |

## Statistiche

### Squadre

#### Capoliste solitarie
|    | —— | —— | —— | ——     | —— | —— | —— | —— | ——  | ——  | ——  | ——  | ——  | ——  | ——  | ——  | ——  | ——  | ——  | ——  | ——  | ——  | ——  | ——  | ——  | ——  | ——  | ——  | ——  | ——  | ——  | ——  | ——  | ——  | ——  | ——  | ——  | —— |  |
|    |    |    |    | Monaco |    |    |    |    |     |     |     |     |     |     |     |     |     |     |     |     |     |     |     |     |     |     |     |     |     |     |     |     |     |     |     |     |     |    |  |
|    |    |    |    |        |    |    |    |    |     |     |     |     |     |     |     |     |     |     |     |     |     |     |     |     |     |     |     |     |     |     |     |     |     |     |     |     |     |    |  |
|    |    |    |    |        |    |    |    |    |     |     |     |     |     |     |     |     |     |     |     |     |     |     |     |     |     |     |     |     |     |     |     |     |     |     |     |     |     |    |  |
| 1ª | 2ª | 3ª | 4ª | 5ª     | 6ª | 7ª | 8ª | 9ª | 10ª | 11ª | 12ª | 13ª | 14ª | 15ª | 16ª | 17ª | 18ª | 19ª | 20ª | 21ª | 22ª | 23ª | 24ª | 25ª | 26ª | 27ª | 28ª | 29ª | 30ª | 31ª | 32ª | 33ª | 34ª | 35ª | 36ª | 37ª | 38ª |    |  |

#### Primati stagionali
Squadre
- Maggior numero di vittorie: Monaco (20)
- Minor numero di sconfitte: Monaco (6)
- Migliore attacco: Montpellier (68)
- Miglior difesa: Tolone (26)
- Miglior differenza reti: Montpellier (+30)
- Maggior numero di pareggi: Matra Racing (17)
- Minor numero di pareggi: Nizza (3)
- Maggior numero di sconfitte: Nizza (20)
- Minor numero di vittorie: Le Havre (8)
- Peggior attacco: Brest (32)
- Peggior difesa: Lens (62)
- Peggior differenza reti: Lens (-22)

### Individuali

#### Classifica marcatori
| Gol | Rigori |  | Giocatore           | Squadra             |
| --- | ------ |  | ------------------- | ------------------- |
| 19  | 4      |  | Jean-Pierre Papin   | Olympique Marsiglia |
| 17  | 4      |  | Patrice Garande     | Saint-Étienne       |
| 14  | 4      |  | Mark Hateley        | Monaco              |
| 13  |        |  | Klaus Allofs        | Olympique Marsiglia |
| 13  |        |  | Philippe Fargeon    | Bordeaux            |
| 13  |        |  | Mo Johnston         | Nantes              |
| 13  | 3      |  | Chérif Oudjani      | Lens                |
| 12  |        |  | Roger Milla         | Montpellier         |
| 12  |        |  | Philippe Tibeuf     | Saint-Étienne       |
| 11  |        |  | François Omam-Biyik | Laval               |
| 11  |        |  | Christian Perez     | Montpellier         |
| 11  | 4      |  | Dušan Savić         | Cannes              |
| 11  | 2      |  | Erwin Vandenbergh   | Lilla               |

## Percorso dei club nelle coppe europee
| Club                | Competizione       | Risultato            | Ultimo avversario           |
| ------------------- | ------------------ | -------------------- | --------------------------- |
| Bordeaux            | Coppa dei Campioni | Quarti di finale     | PSV Eindhoven (1-1; 0-0)    |
| Olympique Marsiglia | Coppa delle Coppe  | Semifinali           | Ajax (0-3; 2-1)             |
| Tolosa              | Coppa UEFA         | Sedicesimi di finale | Bayer Leverkusen (1-1; 0-1) |
| Auxerre             | Coppa UEFA         | Primo turno          | Panatinaikos (0-2; 3-2)     |